# Grant (hrabstwo Portage)
Grant – miasto w Stanach Zjednoczonych, w stanie Wisconsin, w hrabstwie Portage.